# رائدات الأعمال

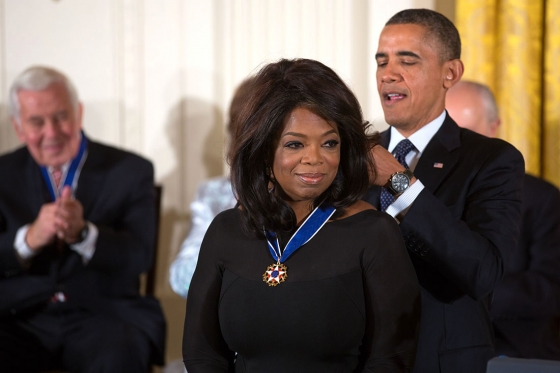
أوبرا وينفري تتلقى ميدالية الحرية الرئاسية من الرئيس الأمريكي باراك أوباما في عام 2013.

رائدات الأَعمال هُنَّ النساء اللاتي يُنظمن ويُديرن المشاريع، وخاصةً الأعمال.  ازدادت المشاريع النسائية بشكلٍ مُنتَظم في الولايات المتحدة خلال القرن العشرين والواحد والعشرين،  حيثُ قَفَزت من مُلكية 26% من الأعمال الأمريكية في عام 1997 إلى 36% في عام 2012. أدت هذه الزيادة إلى نساءٍٍ ثريات عصاميات مِثل ديانا هيندركس، ميج ويتمان وأوبرا وينفري.

## التعريف
عرفت ريادة الأعمال تقليديًا بأنها عملية تصميم وإطلاق وتشغيل شركة جديدة، والتي عادة ما تبدأ كشركة صغيرة، مثل شركة ناشئة، تقدم منتجًا أو عملية أو خدمة للبيع أو الاستئجار. وقد تم تعريفها بأنها "القدرة والاستعداد لتطوير وتنظيم وإدارة مشروع تجاري جنبا إلى جنب مع أي من المخاطر من أجل تحقيق الربح”. في حين أن تعريفات ريادة الأعمال تركز عادة على إطلاق وإدارة الأعمال التجارية، ويرجع ذلك إلى المخاطر العالية التي ينطوي عليها إطلاق بدء التشغيل، نسبة كبيرة من الشركات معرضة للإغلاق، وذلك بسبب نقص التمويل والقرارات التجارية السيئة، أو أزمة اقتصادية - أو مزيج من كل هذه، أو بسبب نقص الطلب في السوق.
في العقد الأول من القرن العشرين، تم توسيع تعريف «ريادة الأعمال» ليشرح كيف ولماذا يقوم بعض الأفراد (أو الفرق) بتحديد الفرص وتقييمها على أنها قابلة للحياة، ثم يقرر استغلالها، في حين أن البعض الآخر لا يفعل ذلك، ورجال الأعمال يستخدمون هذه الفرص لتطوير منتجات أو خدمات جديدة، وإطلاق شركات جديدة أو حتى صناعات جديدة وخلق الثروة.
تقليديا، تم تعريف رجل الأعمال بأنه "الشخص الذي ينظم ويدير أي مؤسسة، وخاصة الأعمال التجارية، وعادة مع مبادرة ومخاطر كبيرة. " وبدلا من العمل كموظف، يدير صاحب مشروع أعمال صغيرة ويتحمل كل المخاطر والمكافآت لمشروع تجاري معين، أو فكرة، أو سلعة أو خدمة متاحة للبيع. وينظر إلى صاحب المشروع عادة على أنه قائد أعمال ومبتكر للأفكار الجديدة وعمليات الأعمال." يميل رجال الأعمال إلى أن يكونوا جيدين في إدراك فرص عمل جديدة وغالبًا ما تظهر تحيزات إيجابية في تصورهم (أي التحيز نحو إيجاد إمكانيات جديدة  واحتياجات السوق)، وموقف مؤيد للمخاطرة يجعلها أكثر عرضة لاستغلال هذه الفرصة ". تتميز روح المبادرة بالابتكار والمخاطرة". في حين أن ريادة الأعمال ترتبط في كثير من الأحيان مع الشركات الناشئة الجديدة والصغيرة والربحية، يمكن أن ينظر إلى سلوك تنظيم المشاريع في الشركات الصغيرة والمتوسطة والكبيرة والشركات الجديدة والراسخة وفي المنظمات الربحية وغير الهادفة للربح، بما في ذلك مجموعات القطاعات التطوعية والمنظمات الخيرية والحكومة. وعلى سبيل المثال، منذ عام 2000، تم تواجد مجال ريادة الأعمال الاجتماعية، حيث يجمع رجال الأعمال بين الأنشطة التجارية مع الأهداف الإنسانية والبيئية أو المجتمعية.
وعادة ما يسيطر منظم الأعمال على مشروع تجاري يوجه عوامل الإنتاج - الموارد البشرية والمالية والمادية - اللازمة لاستغلال فرصة الأعمال التجارية. وهي تعمل كمدير وتشرف على إطلاق ونمو مؤسسة ما. ريادة الأعمال هي العملية التي يحدد من خلالها الفرد (أو الفريق) فرصة تجارية، واكتساب ونشر الموارد اللازمة لاستغلالها. وقد يشمل استغلال فرص تنظيم المشاريع إجراءات مثل وضع خطة عمل، واستئجار الموارد البشرية، والحصول على الموارد المالية والمادية، وتوفير القيادة، والمسؤولية عن نجاح المشروع أو فشله. وذكر الاقتصادي جوزيف شومبيتر (1883-1950) أن دور منظم الأعمال في الاقتصاد هو «تدمير خلاق» بمعنى ابتكار الابتكارات التي تدمر الصناعات القديمة في وقت واحد مع الدخول في الصناعات والنهج الجديدة. وبالنسبة لشومبيتر، فإن التغييرات والاختلال الديناميكي الناجم عن منظم الأعمال المبتكر، هو المعيار «لاقتصاد سليم.»
وعادة ما تعمل ريادة الأعمال ضمن نظام إيكولوجي لريادة الأعمال يشمل غالبًا برامج وخدمات حكومية تعزز روح المبادرة وتدعم أصحاب المشاريع والمشاريع المبتدئة؛ والمنظمات غير الحكومية مثل رابطات الأعمال التجارية الصغيرة والمنظمات التي تقدم المشورة لأصحاب المشاريع (مثلا من خلال مراكز ريادة الأعمال أو المواقع الشبكية)؛ ومنظمات الدعوة التجارية الصغيرة التي تضغط على الحكومة لزيادة الدعم لبرامج ريادة الأعمال والمزيد من القوانين واللوائح الصديقة للأعمال التجارية الصغيرة (مثل حاضنات الأعمال ومسرعات البذور)؛ وبرامج التعليم والتدريب على تنظيم المشاريع التي تقدمها المدارس والكليات والجامعات؛ والتمويل (مثل القروض المصرفية، وتمويل رأس المال الاستثماري، والاستثمار في الملاك، ومنح المؤسسات الحكومية والخاصة).
ويعتبرمن أقوى النظم الإيكولوجية لريادية الأعمال هي تلك الموجودة في مراكز ريادة الأعمال العليا مثل وادي السيليكون ومدينة نيويورك وبوسطن وسنغافورة وغيرها من المواقع، حيث توجد مجموعات من شركات التكنولوجيا الفائقة الرائدة وأعلى الجامعات البحثية وأصحاب رؤوس الأموال. في 2010، يمكن دراسة ريادة الأعمال في الكلية أو الجامعة من تخصصات الإدارة أو إدارة الأعمال.

## التاريخ
وقبل القرن العشرين، كانت الإناث تشغلن الأعمال التجارية الصغيرة كوسيلة لتكملة دخلهن. وفي كثير من الحالات، يحاولن تجنب الفقر أو يدبرن مصدر للدخل من فقدان الزوج. وفي ذلك الوقت، لم يكن يعتقد أن المشاريع التي تضطلع بها هؤلاء النساء من قبيل المشاريع الحرة. وكان على العديد منهم التركيز على مسؤولياتهم الداخلية. حيث بدا يستخدم مصطلح رجل الأعمال لوصف الأفراد الذين لديهم أفكار للمنتجات و/أو الخدمات التي تتحول إلى عمل تجاري. في أوقات سابقة، كان هذا المصطلح مخصصًا للرجال.
وأصبحت المرأة أكثر انخراطا في عالم الأعمال التجارية فقط عندما أصبحت فكرة المرأة في مجال الأعمال مستساغة لعامة الناس؛ إلا أن هذا لا يعني أنه لم تكن هناك نساء صاحبات أعمال حتى ذلك الوقت. في القرن السابع عشر، كان المستعمرون الهولنديون الذين جاءوا إلى ما يعرف الآن باسم مدينة نيويورك، يعملون تحت مجتمع ذكوري. في هذا المجتمع، ورثت العديد من النساء المال والأراضي، ومن خلال هذا الميراث، وأصبحن بالتالى من أصحاب الأعمال. ومن أكثر النساء نجاحا في هذا الوقت مارغريت هاردينبروك فيليبس، التي كانت تاجرة ومالكة لسفينة، وشاركت في تجارة السلع.
خلال منتصف القرن 18، كان يوجد شعبية للنساء لامتلاك بعض الأعمال مثل بيوت الدعارة،  والحانات، ومحلات البيع بالتجزئة. ولم ينظر إلى معظم هذه الشركات بسمعة طيبة؛ لأنه كان من المعيب أن تكون المرأة في هذه المواقف. والمجتمع يهدد المرأة عند المشاركة في هذه الأعمال التجارية؛ لأنها انحرفت عن طبيعة المرأة المفترضة والضعيفة.
ثم حدث خلال القرنين الثامن عشر والتاسع عشر، ان خرج عدد أكبر من النساء من تحت قمع حدود المجتمع، وبدأن يبرزن في نظر الجمهور. وعلى الرغم من رفض المجتمع، ازدهرت نساء مثل ريبيكا لوكنس. في عام 1825، أخذت لوكنس أعمالها العائلية من أعمال الحديد، وتحويلها إلى أعمال الصلب المدرة للربح.
في  عام 1900، بسبب طريقة التفكير الأكثر تقدمية، وصعود النسوية، بدأ رجال الأعمال في قبول مصطلح سيدات الأعمال على نطاق واسع. وعلى الرغم من أن هذه المشاريع النسائية تخدم في معظمها مستهلكات من النساء، فإنها تخطو خطوات كبيرة.
ثم حصلت المرأة على حق التصويت في عام 1920، وبعد ذلك بعامين، بدأت كلارا وليليان وستروب مؤسسة التوفير والقروض النسائية كوسيلة لتعليم المرأة كيف تكون ذكية بأموالها. ومع تقدم المجتمع، أصبحت رائدات الأعمال أكثر تأثيرا. ومع ازدهار صناعة الغزل والنسيج وتطوير نظام السكك الحديدية والبرق، استفادت نساء مثل «مدام سي. وكر» من الأوقات المتغيرة. وكانت ووكر قادرة على تسويق منتجات العناية بالشعر بطريقة ناجحة، لتصبح أول مليونيرة أمريكية من أصل أفريقي. كاري كروفورد سميث كانت صاحبة وكالة توظيف افتتحت في عام 1918، ومثل السيدة سي. جيه ووكر، سعت لتقديم المساعدة لكثير من النساء من خلال منحهم فرص للعمل.
وأثناء الكساد العظيم، عادت المرأة لتكون بالمقعد الخلفي، ويبدو أن المجتمع يعكس وجهات نظره ويعود إلى الأدوار التقليدية. وقد أثر ذلك على النساء العاملات في مجال الأعمال التجارية؛ ومع ذلك، كان أيضا بمثابة دفعة لأولئك المشاركين في عالم المشاريع. بدأ المزيد من النساء لبدء مشاريعهن الخاصة، وتبحث عن البقاء على قيد الحياة خلال هذا الوقت من المشقة.
في عام 1938، ظهرت هاتي موسيلي أوستن، التي بدأت في بيع الدجاج والبسكويت بعد وفاة زوجها، في ساراتوغا سبرينغز، نيويورك.
خلال الحرب العالمية الثانية، دخلت العديد من النساء القوى العاملة، وملء الوظائف التي تركها الرجال وراءهم للعمل في الجيش. بعض النساء، من تلقاء نفسها، أخذت هذه الوظائف كواجب وطني في حين بدأ آخرون الأعمال الخاصة بهم. وكانت واحدة من هؤلاء النساء بولين تريجير، التي جاءت إلى نيويورك من باريس في عام 1937، بدأت الأعمال الخياطة التي تحولت في وقت لاحق إلى منزل الأزياء الراقية. امرأة أخرى هي إستي لودر، التي كانت تعمل على فكرة البيع لمنتجاتها الجمالية التي أطلقت رسميا في عام 1946، بعد عام من انتهاء الحرب. وعندما انتهت الحرب، كان على العديد من النساء الاحتفاظ بمكانتهن في عالم الأعمال؛ لأن العديد من الرجال الذين عادوا أصيبوا بجراح.
ويشكل اتحاد نوادي الأعمال التجارية والمهنية مصدرا لتشجيع النساء المشتغلات بالأعمال الحرة. وكثيرا ما تعقد حلقات عمل مع أصحاب المشاريع الراسخة بالفعل، مثل إليزابيث أردن، التي ستقدم المشورة. خلال الخمسينات، وجدت النساء أنفسهن محاطات بالرسائل في كل مكان، التي تشير إلى ما ينبغي أن يكون دورها. وكانت النزعة الداخلية هي الشاغل العام، وموضوع تم التشديد عليه بشدة خلال هذه الفترة، وكان على المرأة أن تجتمع بين المسؤوليات المنزلية ومسؤولياتها المهنية.
وساعدت الأعمال المنزلية على حل جزء جيد من المشكلة بالنسبة للنساء اللاتي يشعرن بالقلق من كونهن أمهات. ليليان فيرنون، في حين كانت حاملة  لطفلها الأول، بدأت أعمالها الخاصة في التعامل مع الكتالوجات من خلال استثمار الأموال في تصميم هدايا الزفاف وبدأت ملء أوامر الحق في طاولة المطبخ لها. ماري كراولي أسست مشروعا لتزيين المنزل من الداخل كوسيلة لمساعدة النساء على العمل من المنزل عن طريق بيع المنتجات الحق من المنزل،  في محاولة لتجنب الانتقاد والأعمال المفقودة من أولئك الذين لم يدعموا النساء في الأعمال التجارية، وبيت نسميث، التي وضعت التوقيع على منتجات لها «B سميث» لذلك حتى لايعرف  أحد  أنها كانت أنثى.
ومنذ الستينيات وحتى أواخر السبعينيات، حدث تغيير آخر عندما ارتفعت معدلات الطلاق وأجبر العديد من النساء على العودة إلى دور كونهن العائل الوحيد. وهذا ما دفعهم إلى العودة إلى عالم العمل، حيث لم يلقوا استقبالا حسنا. عندما ضرب الركودالعالم في ذلك الوقت كان العديد من هؤلاء النساء أول العاطلين. ومرة أخرى، وجهت جهود المرأة في مجال تنظيم المشاريع إلى الإنقاذ كجهد لتأكيد نفسها، ومساعدة النساء الأخريات على أن يكونن جزءا من قوة العمل. وكانت ماري كاي آش وروث فرتل، من روث كريس ستيك هاوس، جزءا من تلك الحركة.
كانت الثمانينيات والتسعينات من القرن الماضي فرصة جني ثمار العمل الشاق للمرأة التي عملت بلا كلل من أجل مكانها الصحيح في القوى العاملة كموظفين ورجال أعمال. مارثا ستيوارت وفيرا برادلي كانوا من بين النساء في المئة والعشرين الذين يمتلكون الأعمال التجارية. كما أصبح الجمهور أكثر تقبلا ومشجعا لهؤلاء النساء من منظمي المشاريع، واعترف بالمساهمة القيمة التي يقدمونها للاقتصاد.
تم إنشاء الرابطة الوطنية لسيدات الأعمال Owners helped لدفع الكونغرس لتمرير قانون أعمال الملكية للمرأة في عام 1988، مما وضع حد للتمييز في الإقراض وأيضا تلغي القوانين التي يطلب من النساء المتزوجات في الحصول على توقيع أزواجهن لجميع القروض. وبالإضافة إلى ذلك، يمنح القانون أيضا الأعمال التجارية المملوكة للنساء فرصة للمنافسة على العقود الحكومية.
كانت لحظة هائلة آخرى للنساء في مجال الأعمال التجارية تعيين سوزان إنجيلايتر رئيسا لإدارة الأعمال الصغيرة في حكومة الولايات المتحدة في عام 1989. في أواخر الثمانينات والتسعينات  كان هناك أكثر من مجال للتركيز على فرص التواصل في عالم سيدات الأعمال. كانت هناك العديد من الفرص التي جاءت لمساعدة أولئك الذين يرغبون في بدء أعمالهم الخاصة. وقد جاءت مجموعات الدعم، ومنظمات لتثقيف منظم أعمال الإناث، وفرص أخرى مثل الحلقات الدراسية والمساعدة في التمويل من مصادر مختلفة عديدة، مثل مركز تنمية الأعمال التجارية للمرأة ـ على الرغم من كل هذه التطورات، لا تزال رائدات الأعمال يتخلفن بالمقارنة مع نظرائهن من الرجال.
ومع حلول التسعينات، أتاح توافر الحواسيب الالية وتزايد شعبية الإنترنت دفعة كبيرة جدا للنساء في مجال الأعمال التجارية. هذه التكنولوجيا سمحت لهم أن تكون أكثر انتشارا في عالم الأعمال وعرض مهاراتهم لمنافسيهم. وحتى مع ازدياد شعبية النساء في مجال الأعمال التجارية، وتوافر التكنولوجيا والدعم من مختلف المنظمات، لا تزال صاحبات الأعمال الحرة يكافحن اليوم. ولم يساعد الانكماش الاقتصادي في عام 2008 على مساعدتهم في سعيهم. ومع ذلك، مع الاهتمام المستمر لمنظمات المشاريع والبرامج التعليمية الممنوحة للنساء اللاتي يسعين إلى البدء بمشاريعهن التجارية الخاصة، هناك الكثير من المعلومات والمساعدة المتاحة. ومنذ عام 2000، حدثت زيادة في المشاريع الصغيرة والكبيرة من جانب المرأة، بما في ذلك مواجهة أحد أكبر العقبات التي تواجهها في التمويل.

## التركيبة السكانية
وقد أظهرت الدراسات أن سيدات الأعمال الناجحات يبدأن أعمالهن كمدرسة ثانية أو ثالثة. بسبب حياتهن المهنية السابقة، سيدات الأعمال يدخلن عالم الأعمال في وقت لاحق في الحياة، في سن يبدا من حوالي 40-60 سنة.وفقا لتقرير رصد ريادة الأعمال العالمية، " فإن النساء يعشن ما يقرب من الثلث من حياتهن في ممارسة  الأعمال التجارية من الضرورة أكثر من الرجال. ونظرا لأن النساء يتفوقن على أقرانهن من الذكور في مستوى التعليم الذي يحصلن عليه، فإن حصولهن على درجات التعليم العالي هو أحد الخصائص الهامة التي تشترك فيها العديد من النساء الناجحات . ويبلغ متوسط معدل العمالة الذاتية للنساء دون الخامسة والعشرين من العمر في بلدان منظمة التعاون والتنمية في الميدان الاقتصادي 7.2 في المائة.
وقد زاد عدد النساء العاملات لحسابهن الخاص باطراد على مدى العقود الثلاثة الماضية، مما جعلهن يزدن بنسبة ثلاثة وثلاثين في المائة تقريبا. ولا تزال العديد من الأعمال التجارية المملوكة للنساء أعمال منزلية. وعادة ما تكون هذه الأنواع من الأعمال محدودة الدخل حيث أن حوالي ثمانين في المائة منها يقل عن 50 ألف دولار في عام 2002. وقد شكلت هذه المجموعة نحو 6 في المائة من مجموع الأعمال التجارية المملوكة للنساء. ويتوقع من اصحاب هذه المشاريع أن يعززن هذا العدد لأنهن يسهمن في زيادة عدد المشتغلات بالأعمال الحرة. معظم الشركات المملوكة للنساء تكون في تجارة الجملة والتجزئة والتصنيع. كما ساهمت رائدات الأعمال أنفسهن في خدمات مهنية وعلمية وتقنية، وكذلك في مجال الرعاية الصحية والمساعدة الاجتماعية. وفي معظم البلدان الأعضاء في منظمة التعاون والتنمية في الميدان الاقتصادي، يرجح أن تعمل المشتغلات بالأعمال الحرة في صناعة الخدمات أكثر من نظرائهن من الذكور.
وفي عام 1972، شكلت الأعمال التجارية المملوكة للنساء 4.6 في المائة من جميع الشركات الأمريكية - أي نحو 1.5 مليون امرأة تعمل لحسابهن الخاص. وارتفع هذا العدد إلى 2.1 مليون في عام 1979، و 3.5 مليون في عام 1984. وفي عام 1997، كان هناك نحو 5.4 ملايين من الأعمال التجارية المملوكة للنساء وفي عام 2007، ارتفع هذا العدد إلى 7.8 مليون. وتختلف مشاركة الإناث في أنشطة تنظيم المشاريع بطبيعة الحال في مستويات مختلفة في جميع أنحاء العالم. ففي باكستان، على سبيل المثال، تبلغ نسبة المشتغلات بالأعمال الحرة 1 في المائة فقط من سكان هذه الفئة، بينما تشارك 40 في المائة من النساء في زامبيا في هذا النشاط. ويمكن رؤية أكبر عدد من الإناث المشاركات في أنشطة تنظيم المشاريع في أفريقيا جنوب الصحراء الكبرى، حيث تبلغ نسبة الإناث 27 في المائة. وتظهر اقتصادات أمريكا اللالتينية والكاريبي نسب مئوية مرتفعة نسبيا (15%). وتظهر الارقام الاقل في منطقة الشرق األوسط وشمال أفريقيا / منتصف آسيا، حيث تسجل أنشطة ريادية بنسبة 4٪. وأظهرت أوروبا المتقدمة وآسيا، وكذلك إسرائيل، انخفاض بمعدلات 5٪.

## الآثار الدولية
ووجدت دراسة دولية حديثة اثبتت أن النساء من البلدان ذات الدخل المنخفض أو اقل من المتوس) مثل روسيا والفلبين) هن أكثر عرضة للدخول في  مرحلة مبكرة من ريادة الأعمال مقارنة بالدول ذات الدخل المرتفع (مثل بلجيكا والسويد وأستراليا).  ويمكن أن يعزى عامل هام يمكن أن يؤدي دورا في هذا التفاوت إلى أن النساء من البلدان المنخفضة الدخل غالبا ما يسعون إلى إيجاد وسائل دخل إضافية لدعم أنفسهن وأسرهن. وعموما، فإن نسبة تتراوح بين 40 و 50 في المائة من جميع الأعمال التجارية الصغيرة مملوكة للنساء في البلدان النامية. وبدلا من ذلك، قد يرجع ذلك أيضا إلى أنه، في الممارسات التجارية الغربية، لا ينظر إليه على أنه مفيد لعرض الصفات الأنثوية المتصورة. في حين أن الشركات الشرقية تميل إلى اتباع الأساليب القائمة على الاحترام المتبادل والتفاهم، وتوقعات الأعمال الغربية هي لرجال الأعمال بدلا من النساء لكون الرجال أكثر قسوة، عندا، وأقل حساسية .
"في الاستيلاء على السلطة، تستخدم النساء كل الوسائل المتاحة لهن، في حين أن الرجل سوف يأخذ مبدا الند للند في التعامل مع  رئيسه المعارض له، بينما المرأة أكثر احتمالا في استخدام  التدابير الأقل قوة ، دعونا فقط نفتخر بدبلوماسيتنا في التعامل  لدينا أسلحة مختلفة في ترسانتنا “.
تشكل سيدات الأعمال حوالي ثلث جميع أصحاب المشاريع على الصعيد العالمي. وفقا لدراسة واحدة، في عام 2012 كان هناك ما يقرب من 126 مليون امرأة كانت إما بدات أو بالفعل قامت بتشغيل شركات جديدة في مختلف الاقتصادات في جميع أنحاء العالم. وفيما يتعلق بالأشخاص الذين تم إنشاؤهن شركات  بالفعل، كان هناك ما يقرب من 98 مليون نسمة. ولا تقتصر هذه النساء على تشغيل أو بدء مشاريعهن الخاصة، بل إنهن يعملن أيضا على توظيف أنفسهن، حتى يشتركن في نمو اقتصادات كل منهما.
وقد خلصت دراسة أجريت في الهند تحت عنوان «عوائق النساء المشتغلات بالأعمال الحرة: دراسة في منطقة بنغالور الحضرية» إلى أنه على الرغم من كل هذه القيود، توجد منظمات نسائية ناجحة. ومن الواضح أن النساء اللواتي يزاولن أعمالا تجارية يحققن ارباحا أكثر من من نظرائهن من الذكور. غير أن البيئة الاجتماعية والثقافية التي تولد فيها المرأة وترعرعها تعرقلها. فالعادات الاجتماعية، والقيود الطائفية، والقيود الثقافية، والأعراف تجعل المرأة متخلفة عن الرجل.

## التحديات الحالية
وعلى الرغم من الازدياد المطرد في تنظيم المشاريع النسائية وتشكيل شبكات أعمال مملوكة للنساء، فإن هناك عددا من التحديات والعقبات التي تواجهها صاحبات المشاريع. ويتمثل أحد التحديات الرئيسية التي تواجهها العديد من المشتغلات بالأعمال الحرة في التأثير الذي يمكن أن يظل عليه المجتمع التقليدي لأدوار الجنسين على المرأة. ولا تزال ريادة الأعمال تعتبر مجالا يهيمن عليه الذكور، وقد يكون من الصعب تجاوز هذه الآراء التقليدية. وبغض النظر عن القوالب النمطية السائدة، تواجه صاحبات المشاريع عقبات عديدة تتصل بأعمالهن التجارية.

### العقبات الخاصة ببدء شركات جديدة

#### التمويل الخارجي والتمييز على أساس الجنس
بوجه عام، فإن النساء لديهن أصول مالية شخصية أقل من الرجال. ويعني ذلك أنه يتعين على المرأة، من أجل إتاحة فرصة معينة وفردية قادرة على قدم المساواة، تأمين موارد إضافية مقارنة بالرجل من أجل استغلال هذه الفرصة؛ لأنها تسيطر على رأس مال أقل. وقد تتطور مسألة ما إذا كانت المرأة تعاني من صعوبة في الحصول على التمويل من الرجل لفرصة العمل نفسها إلى مجالها الفرعي. ومن القضايا المحتملة في رفع رأس المال الخارجي أن 96 في المائة من كبار أصحاب رؤوس الأموال الاستثمارية هم من الرجال وقد لا يكونون على دراية بالأعمال التي تركز على المرأة. ومع ذلك، يبدو أن الوضع آخذ في التحسن. وأظهرت دراسة أجرتها كلية بابسون أنه في عام 1999، ذهبت أقل من 5 في المائة من استثمارات رأس المال الاستثماري إلى الشركات التي لديها امرأة في الفريق التنفيذي. في عام 2011، كان 9٪ وفي عام 2013 قفز إلى 18٪.
وثمة حل محدد لحل صعوبات المرأة في الحصول على التمويل وهو التمويل الصغير. التمويل الأصغر هو مؤسسة مالية أصبحت شعبية بشكل استثنائي، وخاصة في الاقتصادات النامية. كما نجحت رائدات الأعمال في الحصول على التمويل من خلال منصات التمويل الجماعي مثل كيك ستارتر.

### العقبات التي تواجه إدارة شركة صغيرة
وتظهر الدراسات التي أجريت على صاحبات المشاريع أن على المرأة أن تتعامل مع المواقف النمطية تجاههن يوميا. العلاقات التجارية من العملاء إلى الموردين والبنوك - تتذكردائما أنها مختلفة، وأحيانا تحصل على اطراء عن طريق الثناء لها لكونها رجل أعمال ناجح على الرغم من أنها امرأة. يميل الموظفون إلى مزج تصورات المدير مع صورهم لنماذج الأدوار النسائية، مما يؤدي إلى توقعات مختلطة بشأن مدير المرأة لتكون مديرا وكذلك «أم». كما أن عبء العمل المرتبط بكونها مدير أعمال صغير لا يسهل الجمع بينه وبين رعاية الأطفال والأسرة.
ومع ذلك، حتى لو كان عددهم قليلا ، فإن رائدات الأعمال يشعرن بأنهن أكثر سيطرة وأكثر سعادة على وضعهن مما لو كن يعملن كموظفات.  وقد اعترفت ريادة الأعمال النسائية باعتبارها مصدرا هاما للنمو الاقتصادي. وتخلق سيدات الأعمال فرص عمل جديدة لأنفسهن وللآخرين، كما يوفرن للمجتمع حلولا مختلفة للإدارة والتنظيم والمشاكل التجارية. ومع ذلك، فإنها لا تزال تمثل أقلية عن جميع رجال الأعمال.
وكثيرا ما تواجه صاحبات المشاريع حواجز قائمة على الجنس أمام بدء أعمالهن وتنميتها، مثل الملكية التمييزية؛ والقوانين المتعلقة بالزواج والميراث، و / أو الممارسات الثقافية؛ وعدم إمكانية الوصول إلى آليات التمويل الرسمية؛ ومحدودية التنقل والوصول إلى المعلومات والشبكات، وما إلى ذلك.
ويمكن لريادية المرأة أن تسهم إسهاما قويا بوجه خاص في الرفاه الاقتصادي للأسرة والمجتمعات المحلية، والحد من الفقر، وتمكين المرأة، مما يسهم في تحقيق الأهداف الإنمائية للألفية. وهكذا، فإن الحكومات في جميع أنحاء العالم، فضلا عن منظمات تنموية مختلفة، تعمل بنشاط على تشجيع المشتغلات بالأعمال الحرة من خلال مختلف الخطط والحوافز والتدابير الترويجية. وتمثل رائدات الأعمال في الولايات الجنوبية الأربع وماهاراشترا أكثر من 50 في المائة من جميع الوحدات الصناعية الصغيرة التي تقودها النساء في الهند.

### العقبات التي تواجه الشركات المتنامية
ويبدو أن هناك مشكلة محددة لرائدات الأعمال هي عدم قدرتهن على تحقيق النمو، ولا سيما نمو المبيعات. وثمة مسألة أخرى هي التمويل، وكما ذكر سابقا، فإن عملية تنظيم المشاريع تعتمد إلى حد ما على الظروف الأولية. وبعبارة أخرى، نظرا لأن المرأة كثيرا ما تواجه وقتا صعبا في تجميع الموارد الخارجية، فإنها تبدأ بعمل شركات أقل طموحا يمكن تمويلها بدرجة أكبر من مواردها المتاحة. وهذا له أيضا عواقب على النمو المستقبلي للشركة. وفي الأساس، فإن الشركات التي لديها موارد أكبر عند بدء التشغيل لديها احتمال أكبر للنمو من الشركات التي لديها موارد أقل. وتشمل الموارد ما يلي: الوضع الاجتماعي، والموارد البشرية، والموارد المالية. هذا الموقف الأولي في الشركة له أهمية كبيرة لبقاء الشركة وخاصة للنمو الثابت.
وأظهرت دراسة أجرتها مؤسسة كوفمان من 570 شركة من شركات التكنولوجيا الفائقة التي بدأت في عام 2004 أن الشركات المملوكة للنساء أكثر عرضة لتنظيمها كملكية فردية، وذلك خلال السنة الأولى من بدءها وفي السنوات التالية. كما كان من المرجح أن تبدى سيدات الأعمال شركاتهن خارج منازلهن، وأقل احتمالا لأن يكون لديهن موظفين. وقد تكون هذه الحقيقة مؤشرا على أن النساء يتوقعن وجود شركات أصغر أو يعملن تحت قيود الموارد التي لا تسمح لهن بإطلاق شركات تتطلب المزيد من الأصول أو الموظفين أو الموارد المالية. ووجدت هذه الدراسة أيضا أن النساء فقط حصلت على 70٪ من المبلغ الذي حصل عليه الرجال لبدء شركاتهم، مما أثر في نهاية المطاف قدرتها على إدخال منتجات وخدمات جديدة أو توسيع أعمالهم من حيث الموظفين أو المواقع الجغرافية.
والمشاكل الأخرى التي تواجه منظمي المشاريع هي كيفية تعاملهن مع نماذج صنع القرار والحالات المجهدة. فالنساء مقارنة بالرجال أكثر عرضة للتأثر بمشاعرهم من الرجال عندما يكون لديهم فرصة لاتخاذ القرارات. كما أن النساء أكثر عرضة للإجهاد من الرجال في المواقف الصعبة، دون أن يعني ذلك أن المرأة «ضعيفة الجنس».
على الرغم من أن العديد من سيدات الأعمال تواجه حواجز النمو، فإنها لا تزال قادرة على تحقيق نمو قوي كبير. وهناك أمثلة على ذلك في عدد من الاقتصادات النامية (إثيوبيا وتنزانيا وزامبيا) التي شملتها دراسة منظمة العمل الدولية، وكذلك في الاقتصادات الأكثر تقدما مثل الولايات المتحدة.

## تشجيع
وفي عام 1993، تم الترويج ليوم باسم «خذ بناتنا للعمل» لدعم الاستكشاف الوظيفي للفتيات، وتم توسيعه لاحقا ليأخذ بناتنا وأولاده ليوم العمل. وذكرت هيلاري كلينتون أن «الاستثمار في المرأة ليس فقط الشيء الصحيح الذي يجب القيام به، بل أيضا الشيء الذكي الذي يجب القيام به». وتبين البحوث أن هناك العديد من مجموعات الدعم للنساء في مجال الأعمال التجارية، وللمشتغلات بالأعمال الحرة، وللنساء اللواتي يبحثن عن المشورة التجارية. النساء في مناطق مختلفة على استعداد لإظهار الدعم الذي في بعض الحالات، لم يكن لديهم. للتشجيع، وتقديم المشورة، والدعم للأمهات الذين يسعون إلى توفير أسرهم من خلال رؤى الخاصة للعمل.
هيركورنر، هي مجموعة تقع في واشنطن العاصمة. تسعى هذه المجموعات إلى الجمع بين النساء أصحاب الأعمال معا للتعاون مع بعضهم البعض لتحسين أعمالهم. وهناك برامج مدعومة من الحكومة متاحة لرائدات الأعمال، ويمكن الاطلاع على المعلومات على موقعها على شبكة الإنترنت  ومجموعة الفيسبوك الخاصة بها سباجوف. وتدعم شركات سيارات الأجرة المخصصة للإناث فقط في الهند والإمارات العربية المتحدة والبرازيل النساء العاملات). ومن الأمثلة على نجاح ريادة الأعمال النسائية في القرى الريفية في بنغلاديش برنامج إنفولادي لريادة الأعمال الاجتماعية.

## أسباب تأسيس شركات نسائية
وتظهر العديد من الدراسات أن النساء يبدأن أعمالهن الخاصة لأسباب متنوعة. وتشمل هذه الأسباب ما يلي: وجود فكرة عن خطة عمل، والشغف لحل مشكلة مهنية ذات الصلة على وجه التحديد، والرغبة في أن تكون أكثر سيطرة على حياتهم المهنية، والحفاظ على حياة أكثر توازنا، وجود جدول عمل مرن، وأخذ الشخصية رؤية لمشروع ما وتحويله إلى عمل مربح. جنبا إلى جنب مع الرغبة الشديدة لرؤية فكرتهم نفذت، هؤلاء النساء أيضا لديها قدرة كبيرة على تعدد المهام ولم يخافو أبدا من المخاطر التي ينطوي عليها العمل لحسابهم الخاص. لا تزال المرأة تواجه العديد من القضايا في قوة العمل. ولا تزال الأدوار المتعلقة بنوع الجنس تشكل جزءا كبيرا من حياتها، ولكن بالنسبة لبعض المشتغلات بالأعمال الحرة، يشعرن بقدر أكبر من السيطرة عندما يعملن لأنفسهن.

## النسوية
ورجل الأعمال النسوي هو الفرد الذي يطبق القيم والنهج النسوية من خلال ريادة الأعمال، بهدف تحسين نوعية حياة ورفاه الفتيات والنساء.كثير من يفعل ذلك من خلال خلق فرص للنساء، من قبل الشركات النسائية". رجال الأعمال النسوية هي دافع لدخول الأسواق التجارية من خلال الرغبة في خلق الثروة والتغيير الاجتماعي، على أساس أخلاقيات التعاون والمساواة والاحترام المتبادل.

## وصلات خارجية
- Women's Entrepreneurship: Issues and Policies by 2nd OECD Conference of Ministers Responsible for Small and Medium-Sized Enterprises
- Barriers of Women Entrepreneurs: A Study in Bangalore Urban District by International Journal of Trends in Economics Management & Technology (IJTEMT)

- Motivated Mompreneurs